# Finska församlingen
Finska församlingen (finska: Tukholman suomalainen seurakunta), i äldre tider ibland Fredriks församling, är en av de icke-territoriella församlingarna inom Svenska kyrkan. Dess kyrka är Finska kyrkan vid Slottsbacken i Stockholm, ursprungligen byggd som bollhus. Församlingens nuvarande kyrkoherde, sedan 2024 är Jael Gardesten.
Församlingen ingår i Stockholms stift, och betjänade ursprungligen enbart sverigefinnar i Stockholm. På 1720-talet ändrades fokus till att bli en församling för människor från Finland, oavsett modersmål. Församlingens existens har ibland ifrågasatts, exempelvis 1809 (strax före Freden i Fredrikshamn, då Stockholms konsistorium ville inrymma verksamheten i Riddarholmskyrkan, och 1838 då kyrkorådet villa upplösa församlingen vilket de flesta av församlingens medlemmar motsatte sig.
En person har enligt Svenska kyrkans kyrkoordning (35 Kap 5§) rätt att tillhöra Finska församlingen i Stockholm om han eller hon tillhör Svenska kyrkan och är folkbokförd i Stockholms stift och dessutom antingen
1. är född i Finland,
2. är barn till någon som är född i Finland,
3. är make eller barn till någon som tillhör församlingen enligt 1 eller 2, eller
4. är efterlevande make eller barn till någon som tillhört församlingen enligt 1 eller 2.

Man får därvid anhålla om att flytta över sin tillhörighet från den geografiska hemförsamling man hör till. Tidigare var medlemskap i församlingen möjligt endast för boende inom Stockholms stad, från 1 januari 2010 vidgades dock upptagningsområdet till att omfatta hela Stockholms stift (jf SvKB2008:4).
Nämnas kan att alla församlingar i Svenska kyrkan i sina församlingsinstruktioner skall ange hur man avser att tillgodose de finsktalande medlemmarnas tillgång till gudstjänstverksamhet.[källa behövs]
Predikningar har sedan 1500-talet varit mestadels på finska men tidvis också på svenska för att en del finlandssvenska församlingsmedlemmar har varit ovilliga att gå till vanliga stockholmska kyrkor.

## Administrativ historik
Församlingen bildades 6 november 1577 genom en utbrytning ur Storkyrkoförsamlingen och har därefter utgjort ett eget pastorat.
Till skillnad från andra minoriteters församlingar, till exempel armeniska apostoliska kyrkan och Estniska evangelisk-lutherska kyrkan i Sverige, har Finska församlingen alltid varit en del av Svenska kyrkan.

## Präster

### Predikanter
| Ämbetstid | Namn                     | Levnadstid | Övrigt |
| --------- | ------------------------ | ---------- | ------ |
| 1563–1565 | Ericus Matthiæ Hwiit     | –1591      |        |
| 1566–1567 | Hans                     |            |        |
| 1573      | Jöns                     |            |        |
| 1573–1586 | Matts Petri              |            |        |
| 1586–1587 | Zacharias                |            |        |
| 1577–     | Henricus Erici Röd       |            |        |
| 1583–1588 | Jacobus Henrici Smogrodh |            |        |

### Kyrkoherdar
| Ämbetstid | Namn                          | Levnadstid | Övrigt                                          |
| --------- | ----------------------------- | ---------- | ----------------------------------------------- |
| 1593–1600 | Canutus Martini Carelius      | –1623      |                                                 |
| 1600–1603 | Hans                          |            |                                                 |
| 1603      | Jacob                         |            |                                                 |
| 1609      | Martinus Wargius              | –1639      |                                                 |
| 1612–1616 | Jacobus Axilli Awuin          | –1616      |                                                 |
| 1618–1632 | Thomas Georgii                | –1632      |                                                 |
| 1633–1646 | Bartholdus Johannis Hordelius | –1646      |                                                 |
| 1648–1661 | Ericus Ketarenius             | –1664      |                                                 |
| 1661–1663 | Thomas Johannis               | –1663      |                                                 |
| 1665–1670 | Jacobus Collinus              | –1683      | Senare kyrkoherde i Uskela.                     |
| 1670–1673 | Benedictus Quivander          | –1673      |                                                 |
| 1675–1677 | Christianus Procopæus         | 1646–1693  | Senare kyrkoherde i Loimijoki-                  |
| 1677–1691 | Nicolaus Anberg               | –1691      | Senare kyrkoherde i Ulrika Eleonora församling. |
| 1692–1699 | Thomas Gestrinius             | –1699      |                                                 |
| 1702–1711 | Johannes Sarcovius            | 1672–1731  |                                                 |
| 1711–1713 | Andreas Mennander             | 1672–1734  |                                                 |
| 1713–1716 | Johannes Sarcovius            | 1672–1731  | Tidigare kyrkoherde i församlingen.             |
| 1716–1724 | Andreas Mennander             | 1672–1734  | Tidigare kyrkoherde i församlingen.             |
| 1725–1730 | Johannes Forsskål             | 1691–1762  | Senare kyrkoherde i Maria Magdalena församling. |
| 1730–1746 | Henricus Prochæus             | 1694–1746  |                                                 |
| 1748–1750 | Johannes Forsskål             | 1691–1762  | Senare kyrkoherde i Maria Magdalena församling. |
| 1750–1771 | Carl Gustaf Werander          | 1705–1771  |                                                 |
| 1774–1775 | Andreas Tötterman             | 1735–1775  |                                                 |
| 1776–1782 | Joel Jacob Petrejus           | 1732–1804  | Senare kyrkoherde i Maria Magdalena församling. |
| 1782–1805 | Ivar Wallenius                | 1750–1818  | Senare kyrkoherde i Hauho.                      |
| 1807–1811 | Isaac Lagus                   | 1768–1811  | Senare kyrkoherde i Katarina församling.        |
| 1812–1836 | Georg Stolpe                  | 1778–1852  |                                                 |
| 1836–1845 | -                             | -          | Vakanssatt.                                     |
| 1846–1851 | Pehr Olof Wikström            | 1793–1851  |                                                 |
| 1855–1900 | Adolf Sjöding                 | 1816–1900  |                                                 |
| 1903–1941 | Wilhelm Montell               | 1863–1941  |                                                 |
| 1942–1963 | Gottfrid Sevelius             | 1903–1971  |                                                 |
| 1969–1985 | Paul Öhrnberg                 | 1918–      |                                                 |
| 2016–2023 | Martti Paananen               |            | Kontraktsprost.                                 |
| 2024–     | Jael Gardesten                |            |                                                 |

### Komministrar
| Ämbetstid | Namn                           | Levnadstid | Övrigt                                    |
| --------- | ------------------------------ | ---------- | ----------------------------------------- |
| 1596–1598 | Henricus Michaelis             |            |                                           |
| 1598–1601 | Jacobus                        |            | Senare kyrkoherde i församlingen.         |
| 1603–1604 | Simon                          |            |                                           |
| 1615      | Thomas Georgii                 | –1632      | Senare kyrkoherde i församlingen.         |
| 1620–1623 | Josephus Thomæ Myrolæus        | –1623      |                                           |
| 1624–1629 | Jacob                          |            |                                           |
| 1631–1639 | Sigfridus Andreæ Nitrarius     | –1639      |                                           |
| 1639–1643 | Martinus Matthiæ               |            |                                           |
| 1643–1644 | Andreas Essevius               | –1644      |                                           |
| 1645–1648 | Ericus Ketarenius              | –1664      | Senare kyrkoherde i församlingen.         |
| 1648–1650 | Jacobus Simonis Kempe          |            |                                           |
| 1651–1661 | Thomas Johannis                | –1663      | Senare kyrkoherde i församlingen.         |
| 1661–1665 | Jacobus Collinus               | –1683      | Senare kyrkoherde i församlingen.         |
| 1665–1670 | Benedictus Andreæ Quivander    | –1673      | Senare kyrkoherde i församlingen.         |
| 1670–1676 | Johannes Gregorii Teet         | 1636–1692  | Senare kyrkoherde i Euraåminne.           |
| 1676–1680 | Johannes Thomæus               | –1680      |                                           |
| 1680–1685 | Abrahamus Christierni Agricola | 1656–1706  |                                           |
| 1685–1692 | Thomas Gestrinius              | –1699      | Senare kyrkoherde i församlingen.         |
| 1692–1699 | Petrus Johannis Frisius        | –1703      | Senare kyrkoherde i Joutseno.             |
| 1699–1702 | Johannes Sarcovius             | 1672–1731  | Senare kyrkoherde i församlingen.         |
| 1702–1710 | Anders Bohm                    | 1679–1710  | Även kyrkoherde i Skeppsholms församling. |
| 1712–1719 | Clemens Curtilius              | –1733      | Senare kyrkoherde i Fränninge.            |
| 1719–1723 | Abraham Dahlman                | –1723      |                                           |
| 1724–1725 | Johannes Forsskål              | 1691–1762  | Senare kyrkoherde i församlingen.         |
| 1725–1730 | Henricus Prochæus              | 1694–1746  | Senare kyrkoherde i församlingen.         |
| 1730–1734 | Johannes Kranck                | 1704–1784  | Senare kyrkoherde i Kuusamo.              |
| 1744–1754 | Israel Hartman                 | 1714–1778  | Senare kyrkoherde i Sjundeå.              |
| 1754–1763 | Johan Welin                    | 1728–1765  | Senare kyrkoherde i Vånå.                 |
| 1765–1770 | Eric Widenius                  | 1738–1770  |                                           |
| 1771–1774 | Andreas Tötterman              | 1735–1775  | Senare kyrkoherde i församlingen.         |
| 1774–1778 | Gustaf Avellan                 | 1743–1832  | Senare kyrkoherde i Kumo.                 |
| 1778–1784 | Georg Jacob Öhman              |            | Senare komminister i Klara församling.    |
| 1785–1799 | Israel Ståhlberg               | 1747–1816  | Senare kyrkoherde i Itis.                 |
| 1800–1823 | Bengt Lange                    | 1754–1823  |                                           |
| 1825–1843 | Johan Tulindberg               | 1796–1843  |                                           |

## Organister
Lista över organister.
| Verksam   | Namn                     | Levnadstid | Övrigt                        |
| --------- | ------------------------ | ---------- | ----------------------------- |
| 1740      | Gabriel Hagert           |            | Organist                      |
| 1743-1760 | Bengt Westin             |            | Organist.                     |
|           | Abraham Medelberg        | 1736-1807  | Organist                      |
|           | J. Ritari                |            | Organist, kantor och klockare |
| 1950-1964 | Johan Thorvald Liwendahl | 1899-      | Organist.                     |